# Jacarezinho
Jacarezinho este un oraș în Paraná (PR), Brazilia.